# Вътрешна Картли
Вътрешна Картли (на грузински: შიდა ქართლი, Шида Картли) е една от 12-те историко-географски области (мкхаре, региони) на Грузия. Площ 5696 km² (8-о място по големина в Грузия, 8,18% от нейната площ). Население на 1 януари 2018 г. 259 300 души (7-о място по население в Грузия, 6,53% от нейното население). Административен център град Гори. Разстояние от Тбилиси до Гори 96 km.
В северната част на областта е разположен административния район Джава и северните части на районите Карели и Гори (общо 1393 km²), които се контролират от властите на самопровъзгласилата се през 1992 г. за независима република Южна Осетия.

## Историческа справка
През 2-рата половина на 15 век в резултат на разпада на Грузинското царство, поради погромите извършени от нашествието на ордите на Тимур (Тамерлан) се образува феодалното Картлийско царство. Самостоятелно то съществува до 1762 г., когато при цар Ираклий ІІ се обединява с Кахетското царство в единно Картлийско-Кахетинско царство. Икономиката на Картлийското царство се основавала на натуралното стопанство. Страната се е деляла на полусамостоятелни единици – сатавадо. В края на 17-и и началото на 18 век в Картлийското царство започва икономически и културен подем. От 16-и до 18 век царството е водело постоянна борба против ирано-турската агресия. Картлийските царе и политици (Луарсаб І, Симон, Георгий Саакадзе, Ростом, Вахтанг VІ, Ираклий ІІ и др.) непрекъснато са се борили за съхраняването на независимостта на страната. През 1723 г. Картлийското царство е завладяно от Османската империя, а през 1735 г. – от Персийската империя. През 1744 г. в резултат на националноосвободителната война народът на Картлия се освобождава от чуждестранните поробители. През 1801 г. обединеното Картлийско-Кахетинско царство е присъединено към Руската империя.
Най-старият град в областта е Гори, който се споменава в летописните източници от началото на 7 век. През 1801 г. след присъединяването на Картлийско-Кахетинското царство към Руската империя селището официално е утвърдено за град. Останалите три града са обявени за такива по време на съветската власт: Хашури (1921), Каспи (1959) и Карели (1981).

## География
Вътрешна Картли е разположена в северната централна част на Грузия. На север граничи с Република Северна Осетия на Русия, на изток – с Мцхети-Мтианети, на юг – с Долна Картли, на югозапад – със Самцхе-Джавахети, на запад – с Имеретия и на северозапад – с Рача-Лечхуми и Долна Сванетия. В тези си граници заема площ от 5696 km², от които 1393 km² се контролират от властите на самопровъзгласилата се през 1992 г. за независима република Южна Осетия.
Територията на Вътрешна Картли заема централната част от южните склонове на Голям Кавказ, голяма част от Вътрешнокартлийската равнина и северните склонове на Триалетския хребет (височина до 2757 m). По територията на региона се простират кавказките хребети: Рачински, Лихски (Сурамски), Кударойски, Гудиски, Харулски, Ломиски, а на североизток е разположена Келската планинска земя. На север множество върхове превишават 3500 m (връх Халаца 3938 m, 42°35′56″ с. ш. 43°50′12″ и. д. / 42.598889° с. ш. 43.836667° и. д.)), издигащ се на границата със Северна Осетия. Основните проходи през Главния, или Вододелен хребет са: Рокски (2995 m), Зекарски и Дзедоиски. В Южна Осетия се обособяват 3 височинни пояса: предпланински (до 1000 m), среднопланински (1000 – 1200 m) и високопланински (над 2000 m).
Климатът се изменя във височина от умерено топъл и влажен в южните части до райони с вечни снегове и ледници на север. Средната августовска температура е 20,7 °С, а на височина 2000 m е 13,8 °С. Средната януарска температура е от -2,6 до -6,5 °С. Годишната сума на валежите варира от 500 mm в ниските до 1000 mm и повече във високите части. В южната част на региона, от запад на изток, през Вътрешнокартлийската равнина протича участък от средното течение на река Кура, със своите притоци: Голяма и Малка Лиахви, Лехура, Меджуда (леви); Дзама, Тедзами (десни).
В предпланинския пояс са развити основно черноземновидни почви, на места с алувиални и хумусно-карбонатни почви, а по високите райони – тъмнокафяви планинско-горски и планинско ливадни почви. Горите и храстите заемат 48% от цялата територия на областта. Долният горски пояс е представен от дъб с подлес от храсталаци, преминаващ нагоре в гори от дъб, бук, габър, клен и др. В горния горски пояс господстват иглолистните гори, основно смърч, на места с ела и бор. Буковите гори заемат около 79% от целия горски фонд, дъбовите 10%, иглолистните 8%. Най-високите части са заети от субалпийски и алпийски пасища. В горите обитават вълк, мечка, рис, лисица, глиган, язовец, сърна, а по най-високите места – тур.

## Население
На 1 януари 2018 г. населението на Вътрешна Картли е наброявало 259 300 души (това е само населението на контролираната от Грузия територия, 7-о място по население в Грузия, 6,53% от нейното население). Гъстота – 45,52 души/km². Етнически състав (само на грузинска територия): грузинци 94,7%, азербайджанци 2,1%, осетини 1,8%, арменци 0,8% и др.

## Административно-териториално деление
В административно-териториално отношение регионът Вътрешна Картли се дели на 4 административни района (общини), 4 града с районно подчинение и 2 селища от градски тип. По законодателството на Грузия, регионът Вътрешна Картли включва още един район Джавски (с център сгт Джава), изцяло попадащ на територията на самопровъзгласилата се и непризната Република Южна Осетия. Столицата на Южна Осетия град Цхинвали попада административно в Горийски район, но градът напълно се контролира от властите на Южна Осетия.
| Административна единица        | Площ (km²) | Население (2018 г.) | Административен център | Население (2018 г.) | Разстояние до Гори (в km) | Други градове и сгт с районно подчинение |
| ------------------------------ | ---------- | ------------------- | ---------------------- | ------------------- | ------------------------- | ---------------------------------------- |
| Административен район (община) |            |                     |                        |                     |                           |                                          |
| 1. Горийски                    | 1352       | 123 233             | гр. Гори               | 48 143              | -                         |                                          |
| 2. Карелски                    | 688        | 41 145              | гр. Карели             | 6654                | 22                        | Агара                                    |
| 3. Каспски                     | 803        | 42 753              | гр. Каспи              | 13 432              | 47                        |                                          |
| 4. Хашурски                    | 585        | 52 120              | гр. Хашури             | 26 135              | 50                        | Сурами                                   |